# Markvart ze Zvole
Markvart ze Zvole (1406 – asi 1447) byl moravský šlechtic, příslušník rodu Zvolských ze Zvole. Byl vlastníkem kolštejnského, sudkovského, závořického a šumvaldského panství. Jeho bratrem byl Kuneš ze Zvole, olomoucký biskup. Dalším olomouckým biskupem se stal také jeden ze šesti Markvartových synů - Bohuslav ze Zvole.
Dochovaly se jeho spory s Jiřím Tunklem, neboť Markvart na svém panství schovával nevolníky, kteří utekli před těžkými robotními povinnostmi na Tunklových rybnících.